# Viaduc d'Austerlitz
Het Viaduc d'Austerlitz is een spoorbrug over de rivier de Seine in de Franse hoofdstad Parijs, gebouwd tussen 1903 en 1904. De dubbelsporige brug wordt gebruikt door lijn 5 van de Metro van Parijs.

## Bouw

### Geschiedenis
Voor de aanleg van lijn 5 was een verbinding tussen het 12e en 13e arrondissement noodzakelijk. Hierbij werd de Seine gekruist. Gekozen werd voor een bovengrondse verbinding, omdat dat goedkoper was dan een tunnel. Vanwege het drukke scheepvaartverkeer was het echter praktisch onmogelijk een brugpijler midden in de rivier te plaatsen. Daarom ontwierp ingenieur Louis Biette, geassisteerd door Fulgence Bienvenüe, in 1903 een metalen brug die de Seine kon overbruggen zonder steunpunten in het midden.
De opdracht voor de bouw werd gegeven aan het Societé de Construction de Levallois-Perret (Bouwgenootschap van Levallois-Perret). Deze stelde een brug voor met een lengte van 140 meter, op dat moment een recordlengte voor een Parijse brug. Vandaag de dag is het de op een na langste brug, na de Pont Charles-de-Gaulle (207,75 meter).
De bouw van het viaduct begon in 1903, en was voltooid in december van het daaropvolgende jaar. In 1936 werd het geraamte verstevigd om meer verkeer aan te kunnen.

### Architectuur

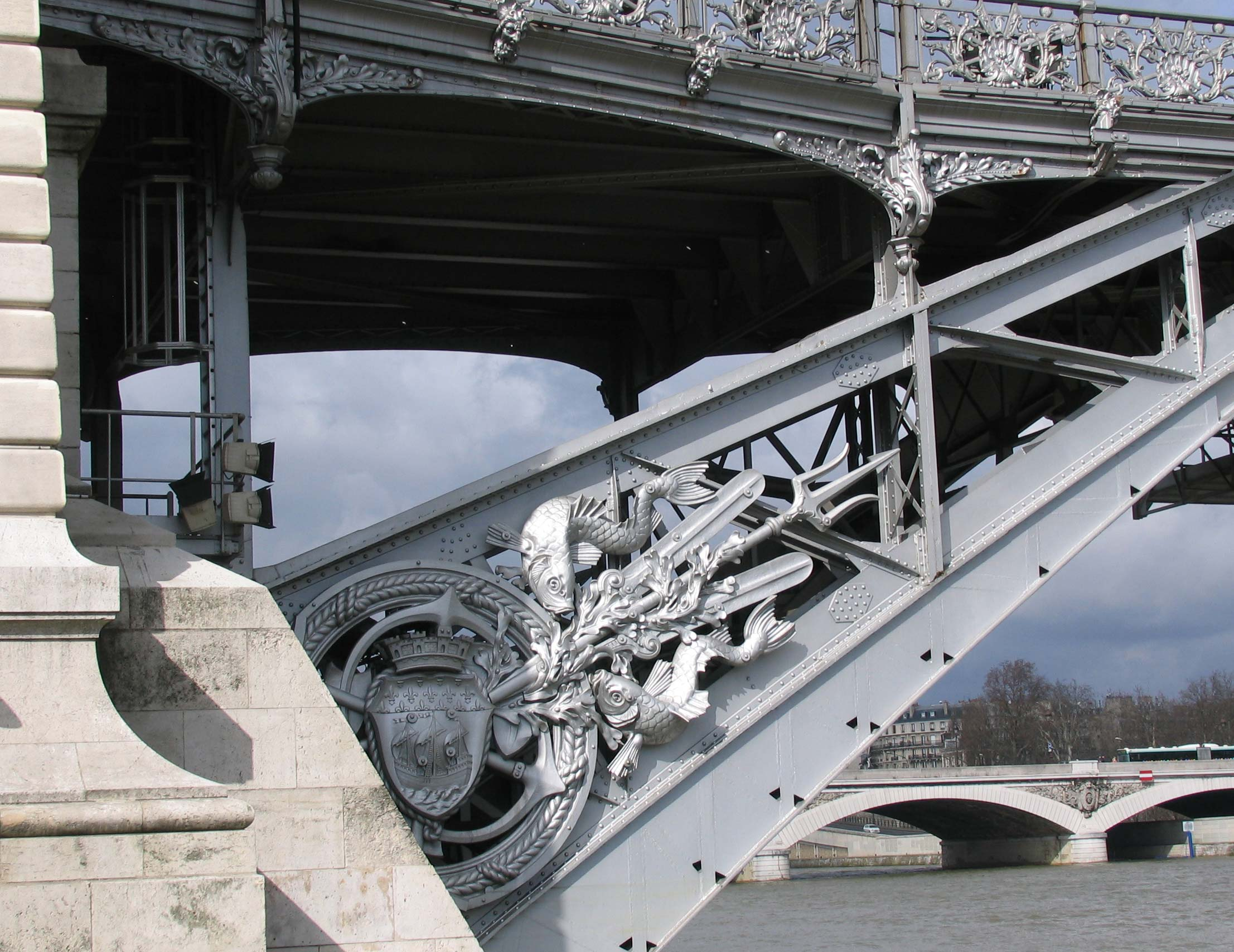
Detail van de brug, met het wapen van Parijs

Het viaduct bestaat uit twee omgekeerde stalen parabolische bogen die op drie punten bij elkaar komen, tweemaal aan de oevers en eenmaal precies aan de top, en een eenbaansbrugdek van 8,6 meter, dat 11 meter boven het water hangt. Omdat het dek te dicht boven het water hangt zijn de bogen opgeheven en aan elk eind vastgelegd aan een enorm stenen landhoofd van 22 bij 18 meter.
De toegang tot de brug vanaf de Rive Gauche (het Gare d'Austerlitz) was amper een probleem, maar het was niet praktisch om de reeds bestaande bouwwerken aan de Rive Droite (Quai de la Rapée) te verwijderen om de weg vrij te maken voor de brugaansluiting. Om dit probleem te omzeilen koos men niet voor een rechte uitgang vanaf het viaduct, zoals op de linkeroever, maar voor een gebogen constructie van met klinknagels gehechte steunbalken, die parallel liepen aan de rails. De helicoide helling, met een straal van circa 75 meter en een hoek van 40%, buigt naar binnen totdat de rails stroomafwaarts lopen. De lijn verdwijnt dan onder het Place Mazas en komt aan het andere eind weer tevoorschijn.

### Decoratie
De architect Jean-Camille Formigé versierde de plaatstalen bogen met marinegerelateerde reliëfs, waaronder dolfijnen, schelpen en zeewier. Delen van de stalen steunpunten zijn geëtst met figuren van het wapen van Parijs, dat standvastigheid symboliseert.

## Locatie
De brug verbindt het metrostation Gare d'Austerlitz, gesitueerd onder het gelijknamige treinstation in het 13e arrondissement, met het station Quai de la Rapée in het 12e arrondissement. De brug ligt vlakbij metrostation Gare d'Austerlitz.

## Afbeeldingen

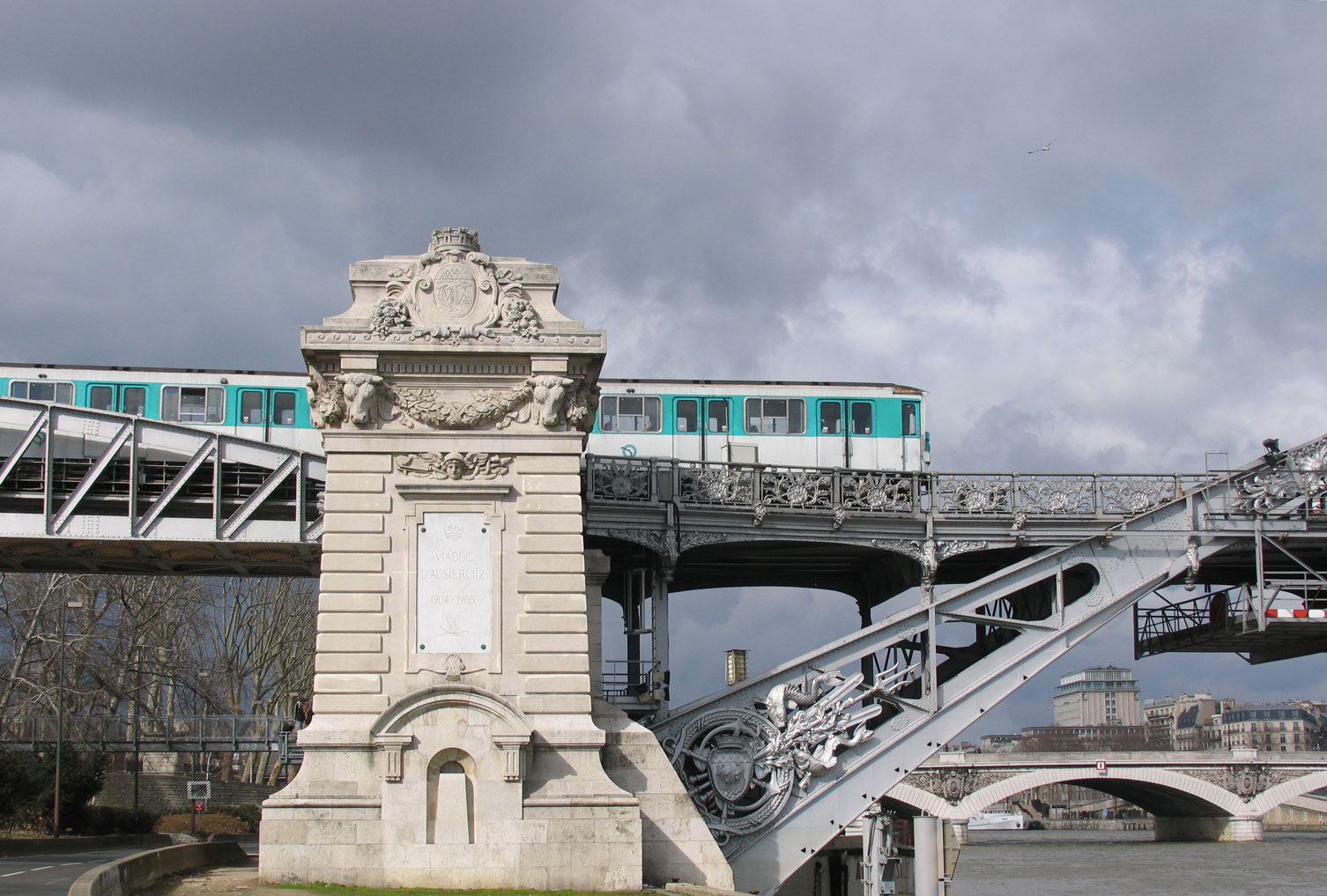
Pijler aan de Rive Gauche
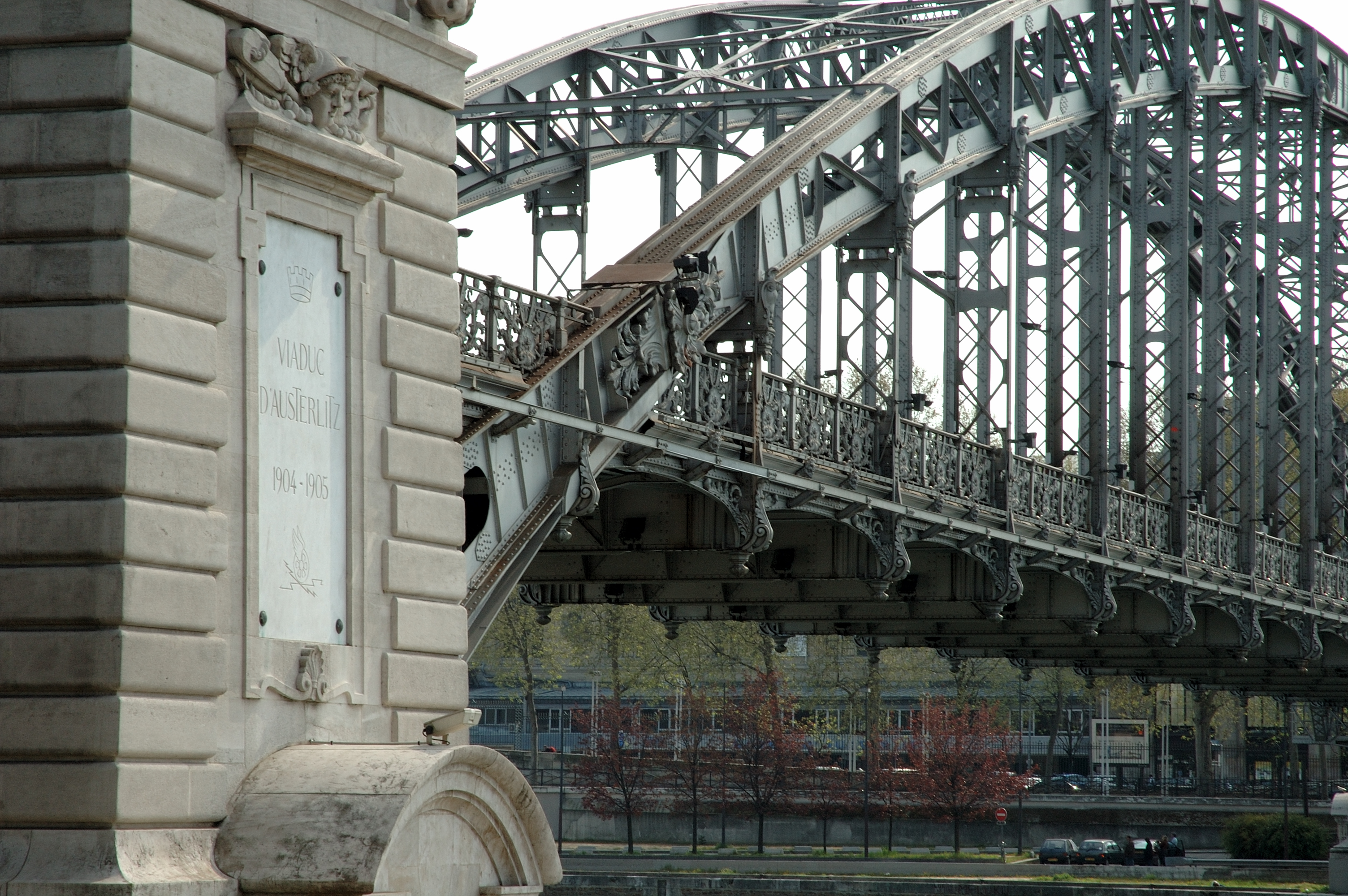
De brug vanaf de werven
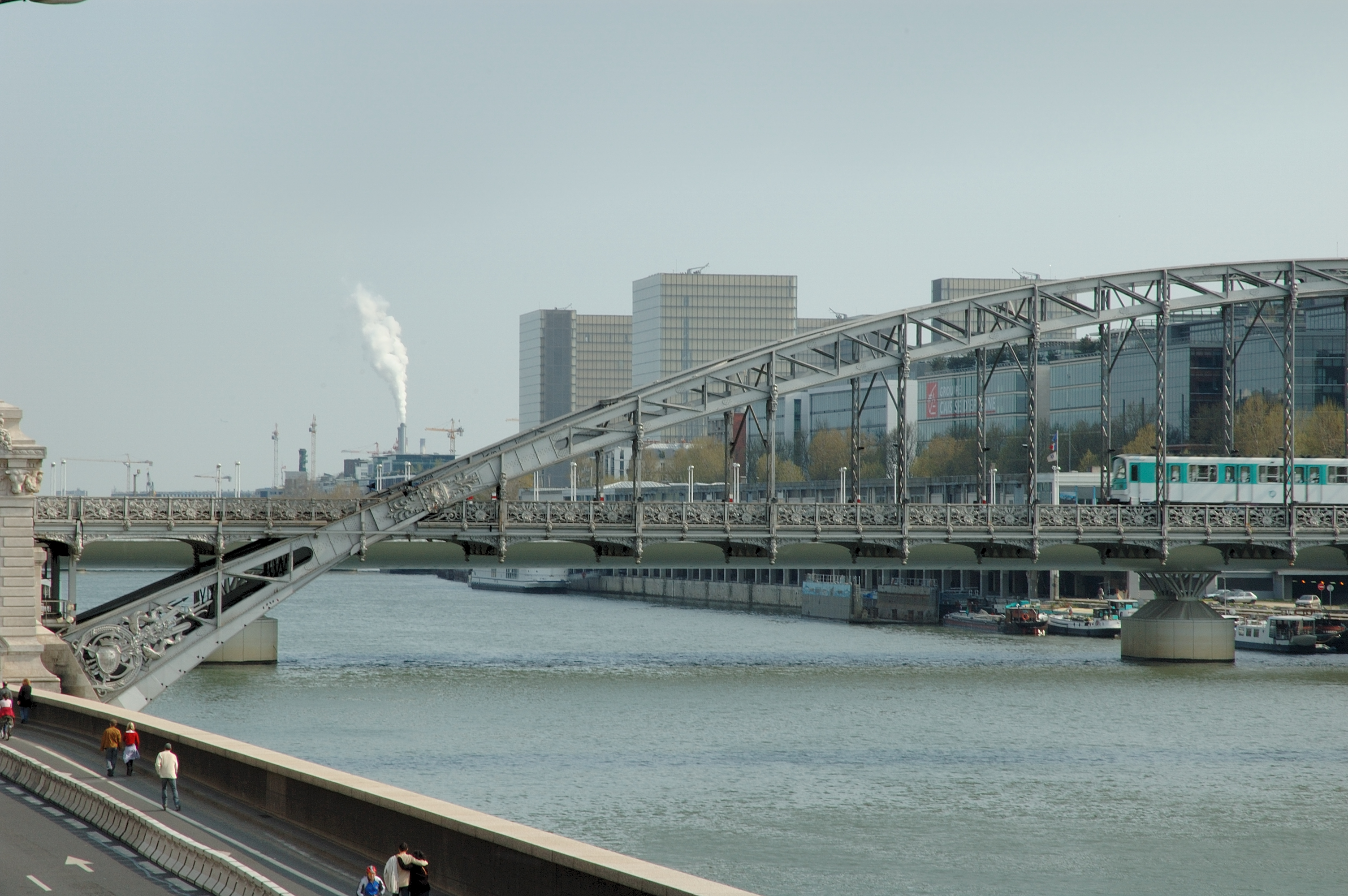
De brug vanaf de straat
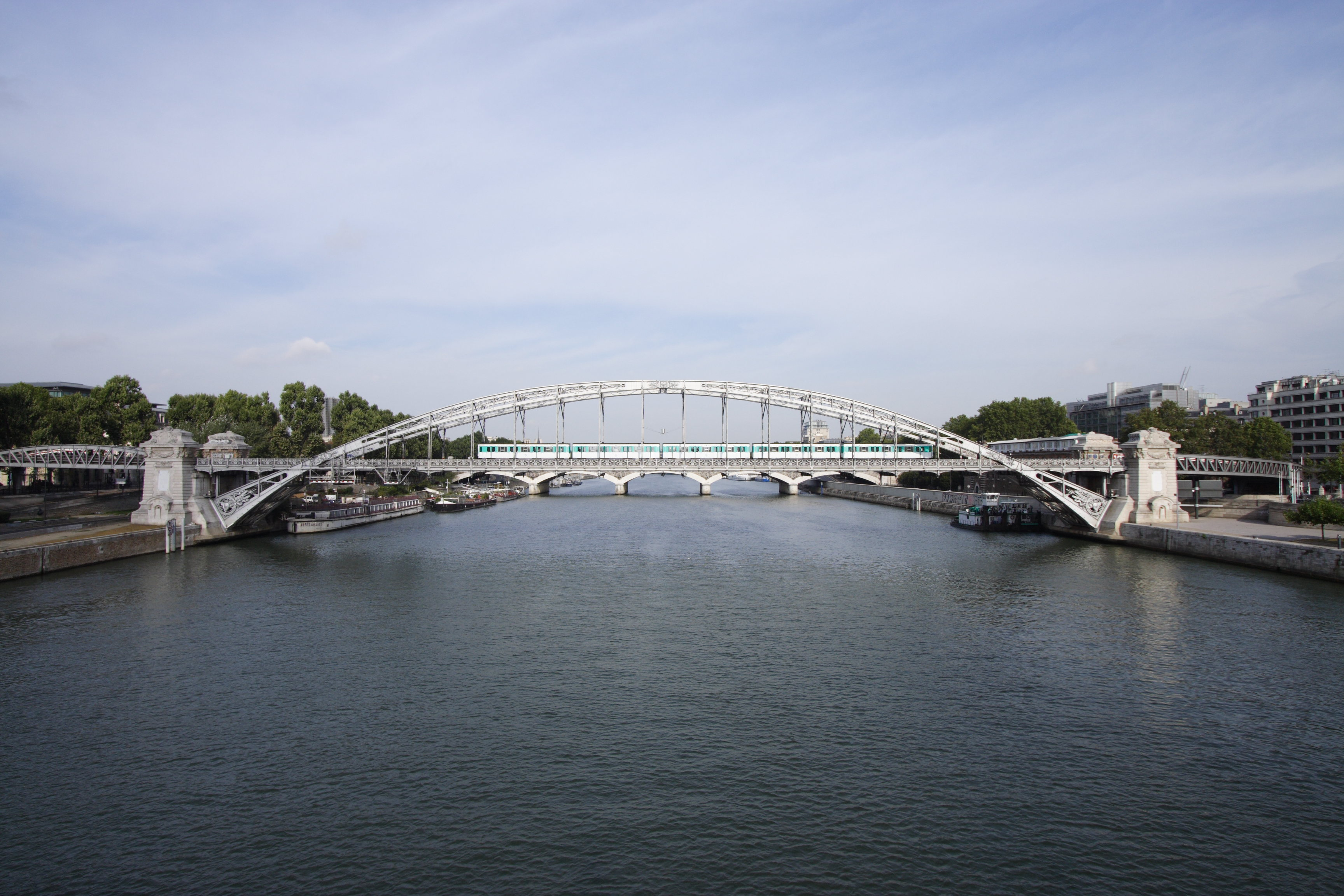
Panorama van de brug